# Campeonato Cipriota de Futebol de 2017–18
O Campeonato Cipriota de Futebol de 2017-18 é a 80º edição da liga de futebol do Chipre. O campeonato se iniciou em agosto de 2017 e terminará em maio de 2018.
O detentor do título é o APOEL.

## Regulamento
A primeira fase consiste em 14 clubes jogando no formato de todos contra todos duas vezes, fazendo um total de 26 jogos para cada clube. As duas últimas equipes nesta fase são rebaixadas à Segunda Divisão.
A segunda fase do campeonato é um play-off. Para esta fase, os 12 clubes restantes da primeira fase são separadas em dois grupos de seis em função da sua posição no final da primeira fase. Os seis primeiros jogam no grupo do campeonato, enquanto os outros 6 competem no grupo de rebaixamento. As equipes jogam entre si duas vezes para completar mais 10 partidas para cada clube. Ao final da segunda fase, o último colocado do grupo de descenso é rebaixada à Segunda Divisão.
O clube campeão é aquele que, no final da segunda fase, termina em primeiro no grupo do campeonato. Consequentemente, o campeão é classificado à segunda pré-eliminatória da UEFA Champions League 2017-18. O segundo e o terceiro jogarão a Liga Europa da UEFA 2017-18 a partir da primeira pré-eliminatória. A terceira vaga da Liga Europa será para o campeão da copa nacional de 2016–17, que começa a partir da segunda pré-eliminatória.

## Clubes
| Time                 | Cidade      | Estádio                          | Capacidade |
| -------------------- | ----------- | -------------------------------- | ---------- |
| AEK Larnaca          | Larnaca     | AEK Arena - Georgios Karapatakis | 7.400      |
| AEL Limassol         | Limassol    | Tsirion Stadium                  | 13.331     |
| Alki Oroklini        | Oroklini    | Ammochostos Stadium              | 5.500      |
| Anorthosis Famagusta | Famagusta   | Antonis Papadopoulos Stadium     | 10.230     |
| APOEL                | Nicósia     | GSP Stadium                      | 22.859     |
| Apollon Limassol     | Limassol    | Tsirion Stadium                  | 13.331     |
| Aris                 | Limassol    | Tsirion Stadium                  | 13.331     |
| Doxa                 | Peristerona | Makario Stadium                  | 16.000     |
| Ermis                | Aradippou   | GSZ Stadium                      | 13.032     |
| Ethnikos             | Áquena      | Dasaki Stadium                   | 7.000      |
| Nea Salamis          | Famagusta   | Ammochostos Stadium              | 5.500      |
| Olympiakos Nicosia   | Nicósia     | Makario Stadium                  | 16.000     |
| Omonia Nicosia       | Nicósia     | GSP Stadium                      | 22.859     |
| Pafos                | Pafos       | Stelios Kyriakides Stadium       | 9.394      |

## Primeira Fase

### Classificação
Atualizado em 25 de fevereiro de 2018
| Pos | Equipes              | Pts | J  | V  | E | D  | GM | GS | SG  | Classificação ou rebaixamento |
| --- | -------------------- | --- | -- | -- | - | -- | -- | -- | --- | ----------------------------- |
| 1   | APOEL                | 63  | 26 | 20 | 3 | 3  | 72 | 25 | +47 | Grupo do Campeonato           |
| 2   | Apollon Limassol     | 61  | 26 | 18 | 7 | 1  | 67 | 15 | +52 | Grupo do Campeonato           |
| 3   | Anorthosis Famagusta | 56  | 26 | 16 | 8 | 2  | 41 | 17 | +24 | Grupo do Campeonato           |
| 4   | AEK Larnaca          | 53  | 26 | 16 | 5 | 5  | 57 | 24 | +33 | Grupo do Campeonato           |
| 5   | AEL Limassol         | 48  | 26 | 14 | 6 | 6  | 35 | 17 | +18 | Grupo do Campeonato           |
| 6   | Omonia Nicosia       | 44  | 26 | 13 | 5 | 8  | 51 | 38 | +13 | Grupo do Campeonato           |
| 7   | Doxa                 | 34  | 26 | 10 | 4 | 12 | 35 | 40 | –5  | Grupo do Rebaixamento         |
| 8   | Ermis                | 30  | 26 | 9  | 3 | 14 | 35 | 49 | –14 | Grupo do Rebaixamento         |
| 9   | Pafos                | 26  | 26 | 6  | 8 | 12 | 23 | 38 | –15 | Grupo do Rebaixamento         |
| 10  | Nea Salamis          | 24  | 26 | 6  | 6 | 14 | 28 | 46 | –18 | Grupo do Rebaixamento         |
| 11  | Alki Oroklini        | 23  | 26 | 6  | 5 | 15 | 30 | 57 | –27 | Grupo do Rebaixamento         |
| 12  | Olympiakos Nicosia   | 20  | 26 | 4  | 8 | 14 | 22 | 55 | –33 | Grupo do Rebaixamento         |
| 13  | Aris                 | 16  | 26 | 3  | 7 | 16 | 19 | 49 | –30 | Rebaixados à Segunda Divisão  |
| 14  | Ethnikos             | 8   | 26 | 1  | 5 | 20 | 19 | 64 | –45 | Rebaixados à Segunda Divisão  |

### Confrontos
|                      | AEK | AEL | AOR | AFA | APO | ALI | ARI | DOX | ERM | ETH | NEA | OLY | ONI | PAF |
| -------------------- | --- | --- | --- | --- | --- | --- | --- | --- | --- | --- | --- | --- | --- | --- |
| AEK Larnaca          | —   | 1–0 | 2–1 | 1–1 | 3–1 | 1–1 | 4–1 | 4–0 | 1–1 | 6–1 | 2–0 | 2–0 | 5–0 | 2–0 |
| AEL Limassol         | 0–0 | —   | 3–0 | 0–1 | 0–0 | 1–1 | 1–0 | 1–0 | 1–0 | 3–0 | 3–1 | 3–0 | 2–3 | 0–1 |
| Alki Oroklini        | 0–1 | 2–4 | —   | 0–1 | 0–1 | 1–4 | 3–3 | 0–5 | 3–4 | 2–1 | 0–4 | 1–1 | 0–3 | 2–1 |
| Anorthosis Famagusta | 3–1 | 1–1 | 2–1 | —   | 0–3 | 1–1 | 1–0 | 2–0 | 4–0 | 3–1 | 1–0 | 5–1 | 1–2 | 0–0 |
| APOEL                | 3–1 | 2–1 | 4–0 | 0–1 | —   | 0–4 | 5–2 | 2–0 | 2–1 | 7–1 | 2–1 | 6–1 | 2–1 | 4–0 |
| Apollon Limassol     | 2–0 | 1–1 | 5–1 | 1–1 | 1–2 | —   | 1–0 | 4–2 | 4–2 | 3–0 | 5–0 | 5–0 | 1–0 | 6–0 |
| Aris                 | 0–5 | 1–2 | 0–0 | 0–2 | 0–0 | 0–1 | —   | 1–0 | 0–2 | 2–1 | 1–1 | 0–1 | 2–2 | 0–6 |
| Doxa                 | 1–3 | 0–0 | 0–1 | 0–0 | 0–8 | 0–2 | 2–1 | —   | 2–1 | 4–2 | 4–1 | 3–1 | 1–2 | 1–1 |
| Ermis                | 0–4 | 0–1 | 3–2 | 1–2 | 0–4 | 0–6 | 4–1 | 1–2 | —   | 2–0 | 2–1 | 4–0 | 2–1 | 2–0 |
| Ethnikos             | 0–3 | 0–1 | 0–1 | 1–2 | 1–1 | 1–4 | 0–4 | 0–4 | 0–0 | —   | 0–3 | 1–2 | 2–2 | 3–0 |
| Nea Salamis          | 1–0 | 0–3 | 2–3 | 1–1 | 1–4 | 0–0 | 2–0 | 0–1 | 1–1 | 0–0 | —   | 2–0 | 1–3 | 3–0 |
| Olympiakos Nicosia   | 1–2 | 1–2 | 0–3 | 0–3 | 2–3 | 1–1 | 0–0 | 0–0 | 2–1 | 3–2 | 1–1 | —   | 2–3 | 0–0 |
| Omonia Nicosia       | 5–2 | 1–0 | 2–2 | 1–1 | 1–3 | 0–1 | 3–0 | 1–3 | 3–0 | 2–1 | 5–1 | 1–1 | —   | 3–0 |
| Pafos                | 1–1 | 0–1 | 1–1 | 0–1 | 2–3 | 0–2 | 0–0 | 1–0 | 2–1 | 0–0 | 4–0 | 1–1 | 2–1 | —   |

| Vitória do mandante; Vitória do visitante; Empate. |

## Segunda Fase

### Grupo do campeonato
Atualizado em 4 de abril de 2018
| Pos | Equipes              | Pts | J  | V  | E  | D  | GM | GS | SG  | Classificação ou rebaixamento                     |
| --- | -------------------- | --- | -- | -- | -- | -- | -- | -- | --- | ------------------------------------------------- |
| 1   | APOEL                | 86  | 36 | 27 | 5  | 4  | 92 | 35 | +57 | Play-Offs da Liga dos Campeões da UEFA de 2018–19 |
| 2   | Apollon Limassol     | 82  | 36 | 25 | 7  | 4  | 90 | 26 | +64 | Play-Offs da Liga Europa da UEFA de 2018–19       |
| 3   | Anorthosis Famagusta | 69  | 36 | 19 | 12 | 5  | 53 | 29 | +24 | Play-Offs da Liga Europa da UEFA de 2018–19       |
| 4   | AEK Larnaca          | 68  | 36 | 20 | 8  | 8  | 74 | 39 | +35 | Eliminados                                        |
| 5   | AEL Limassol         | 58  | 36 | 17 | 7  | 12 | 47 | 38 | +9  | Eliminados                                        |
| 6   | Omonia Nicosia       | 47  | 36 | 14 | 5  | 17 | 58 | 60 | −2  | Eliminados                                        |

#### Confrontos
|                      | AEK | AEL | AFA | APO | ALI | ONI |
| -------------------- | --- | --- | --- | --- | --- | --- |
| AEK Larnaca          | —   | 3–2 | 2–2 | 3–0 | 1–3 | 2–0 |
| AEL Limassol         | 3–2 | —   | 0–2 | 1–2 | 0–2 | 2–1 |
| Anorthosis Famagusta | 1–1 | 0–0 | —   | 0–0 | 1–2 | 2–1 |
| APOEL                | 0–0 | 3–1 | 2–1 | —   | 2–1 | 4–1 |
| Apollon Limassol     | 3–0 | 5–1 | 3–1 | 4–2 | —   | 3–0 |
| Omonia Nicosia       | 1–3 | 1–2 | 1–2 | 0–2 | 1–0 | —   |

### Grupo do rebaixamento
Atualizado em 5 de abril de 2018
| Pos | Equipes            | Pts | J  | V  | E | D  | GM | GS | SG  | Classificação ou rebaixamento  |
| --- | ------------------ | --- | -- | -- | - | -- | -- | -- | --- | ------------------------------ |
| 1   | Nea Salamis        | 48  | 36 | 14 | 6 | 16 | 53 | 55 | –2  | Permanecem na Primeira Divisão |
| 2   | Ermis              | 48  | 36 | 14 | 4 | 18 | 50 | 64 | –14 | Permanecem na Primeira Divisão |
| 3   | Doxa               | 46  | 36 | 14 | 4 | 18 | 54 | 63 | −9  | Permanecem na Primeira Divisão |
| 4   | Pafos              | 42  | 36 | 11 | 9 | 16 | 36 | 51 | −15 | Permanecem na Primeira Divisão |
| 5   | Alki Oroklini      | 39  | 36 | 11 | 6 | 19 | 48 | 73 | –25 | Permanecem na Primeira Divisão |
| 6   | Olympiakos Nicosia | 24  | 36 | 5  | 9 | 22 | 34 | 81 | −47 | Rebaixado à Segunda Divisão    |

#### Confrontos
|                    | AOR | DOX | ERM | NEA | OLY | PAF |
| ------------------ | --- | --- | --- | --- | --- | --- |
| Alki Oroklini      | —   | 1–3 | 2–3 | 1–0 | 3–1 | 3–0 |
| Doxa               | 4–3 | —   | 2–3 | 2–6 | 5–0 | 0–3 |
| Ermis              | 0–1 | 2–1 | —   | 0–1 | 3–2 | 0–1 |
| Nea Salamis        | 4–0 | 4–1 | 2–0 | —   | 3–1 | 1–3 |
| Olympiakos Nicosia | 0–3 | 0–1 | 3–3 | 0–2 | —   | 3–0 |
| Pafos              | 1–1 | 1–0 | 0–1 | 3–2 | 1–2 | —   |

## Estatísticas

### Artilheiros
Atualizado em 5 de abril de 2018
| Pos. | Jogador            | Equipe           | Gols |
| ---- | ------------------ | ---------------- | ---- |
| 1    | Florian Taulemesse | AEK Larnaca      | 21   |
| 2    | Matt Derbyshire    | Omonia Nicosia   | 20   |
| 3    | Fabrício           | Alki Oroklini    | 18   |
| 4    | Emilio Zelaya      | Apollon Limassol | 17   |
| 5    | Igor de Camargo    | APOEL            | 13   |
| 5    | Fotios Papoulis    | Apollon Limassol | 13   |
| 5    | Berat Sadik        | Doxa             | 13   |
| 8    | Anton Maglica      | Apollon Limassol | 12   |
| 9    | Ivan Tričkovski    | AEK Larnaca      | 11   |
| 10   | Acorán             | AEK Larnaca      | 10   |